# Samuel Dibble

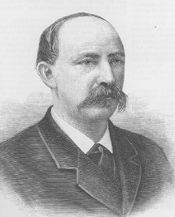
Samuel Dibble

Samuel Dibble (* 16. September 1837 in Charleston, South Carolina; † 16. September 1913 bei Baltimore, Maryland) war ein US-amerikanischer Politiker. Zwischen 1881 und 1882 sowie nochmals von 1883 bis 1891 vertrat er den Bundesstaat South Carolina im US-Repräsentantenhaus.

## Werdegang
Samuel Dibble besuchte zunächst Schulen in Bethel (Connecticut) und  Charleston. Im Jahr 1856 absolvierte er das Wofford College in Spartanburg. Zwischen 1856 und 1858 arbeitete Dibble als Lehrer. Nach einem anschließenden Jurastudium und seiner im Jahr 1859 erfolgten Zulassung als Rechtsanwalt begann er in Orangeburg in seinem neuen Beruf zu praktizieren.
Während des Bürgerkrieges diente Dibble in der Armee der Konföderierten Staaten. Nach dem Krieg nahm er seine Anwaltstätigkeit in Orangeburg wieder auf. Politisch schloss er sich der Demokratischen Partei an. Zwischen 1877 und 1878 saß er als Abgeordneter im Repräsentantenhaus von South Carolina. 1878 war er auch Kurator der University of South Carolina in Columbia. Außerdem gehörte er dem Schulausschuss im Orangeburg County an. Im Jahr 1880 war Dibble Delegierter zur Democratic National Convention in Cincinnati, auf der Winfield Scott Hancock als Präsidentschaftskandidat nominiert wurde.
Nach dem Tod des Kongressabgeordneten Michael P. O’Connor wurde Dibble bei der fälligen Nachwahl im zweiten Wahlbezirk von South Carolina als dessen Nachfolger in das US-Repräsentantenhaus in Washington, D.C. gewählt. Dort trat er am 9. Juni 1881 sein neues Mandat an. Diese Wahl wurde aber von Edmund William McGregor Mackey angefochten. Nachdem Mackeys Einspruch stattgegeben worden war, musste Dibble das Mandat am 31. Mai 1882 an diesen abtreten. Bei den regulären Kongresswahlen des Jahres 1882 wurde Dibble im ersten Distrikt von South Carolina erneut in den Kongress gewählt. Dort löste er am 4. März 1883 John S. Richardson ab. Nach drei Wiederwahlen konnte er bis zum 3. März 1891 vier zusammenhängende Legislaturperioden im Kongress absolvieren. Zwischen 1885 und 1889 war er Vorsitzender des Ausschusses für staatliche Liegenschaften.
1890 verzichtete Samuel Dibble auf eine weitere Kandidatur. In den folgenden Jahren widmete er sich seinen privaten Geschäften, wozu inzwischen auch das Bankwesen gehörte. Er starb am 16. September 1913, seinem 76. Geburtstag, in der Nähe von Baltimore und wurde in Orangeburg beigesetzt.